# Svartflyn
Svartflyn är en sjö i Strömsunds kommun i Jämtland och ingår i Ångermanälvens huvudavrinningsområde. Sjön har en area på 0,157 kvadratkilometer och ligger 462,1 meter över havet. Svartflyn ligger i Frostvikenfjällen Natura 2000-område. Sjön avvattnas av vattendraget Rörvattenån.

## Delavrinningsområde
Svartflyn ingår i det delavrinningsområde (716100-146072) som SMHI kallar för Utloppet av Svartflyn. Medelhöjden är 474 meter över havet och ytan är 0,56 kvadratkilometer. Räknas de 12 avrinningsområdena uppströms in blir den ackumulerade arean 33,8 kvadratkilometer. Rörvattenån som avvattnar avrinningsområdet har biflödesordning 4, vilket innebär att vattnet flödar genom totalt 4 vattendrag innan det når havet efter 275 kilometer. Avrinningsområdet består mestadels av skog (72 procent). Avrinningsområdet har 0,16 kvadratkilometer vattenytor vilket ger det en sjöprocent på 28 procent.